# Filippo I d'Angiò
Filippo I d'Angiò (10 novembre 1278 – Napoli, 23 dicembre 1332) è stato principe di Taranto, despota dell'Epiro, principe d'Acaia ed imperatore titolare di Costantinopoli.

## Biografia
Discendente dalla famiglia d'Angiò, fu figlio del re di Napoli Carlo II e di Maria d'Ungheria, figlia del re Stefano V.

### Principe di Taranto e vicario di Sicilia

Armi di Filippo d'Angiò, Principe di Taranto. Le armi di
Filippo sono quelle di suo padre Carlo II d'Angiò con una banda di argento.

Il 4 febbraio 1294, il padre lo nominò Principe di Taranto ad Aix-en-Provence, mentre il 12 luglio lo elevò a Vicario-Generale del Regno di Sicilia, dove era in corso una guerra con gli aragonesi. Questi onori erano il preludio al piano di Carlo di conferire a Filippo un impero a oriente del mare Adriatico. Lo stesso 12 luglio Filippo sposò per procura Tamara Angela Comnena Ducena (1277 – 1311), figlia di Niceforo I despota d'Epiro e di Anna Cantacuzena: minacciato dall'Impero bizantino, Niceforo aveva deciso di rivolgersi agli Angiò e acconsentì al matrimonio di Tamara e Filippo. Il matrimonio fu confermato, con i due sposi presenti di persona, il 13 agosto a L'Aquila. In questa occasione Carlo cedette a Filippo il Regno d'Albania, la signoria del Principato d'Acaia e tutti i suoi diritti sull'Impero latino di Costantinopoli e la Signoria della Vlachia. Come dote della figlia, Niceforo concesse al genero le fortezze di Vonitsa, Vrachova, Argirocastro e Naupatto (in Etolia); dichiarò infine che alla sua morte sarebbe stato succeduto dalla figlia, invece che dal figlio Tommaso I Comneno Duca.
Alla morte di Niceforo (1297), Filippo assunse il titolo di Despota della Romania, rivendicando l'Epiro, l'Etolia, l'Acarnania e la Valacchia; però la moglie di Niceforo, Anna Cantacuzena, fece proclamare Tommaso despota di Epiro e ne assunse la reggenza.
In Sicilia gli Angiò erano impegnati nelle guerre del Vespro, generate da una ribellione locale nota come Vespri siciliani. In qualità di Vicario Generale della Sicilia, Filippo sbarcò sull'isola con un esercito, ma nel 1299 fu sconfitto da Federico III di Aragona nella battaglia di Falconara e fatto prigioniero. Fu incarcerato a Cefalù fino alla stipula della pace di Caltabellotta, nel 1302.
Nel 1306 Filippo I di Savoia-Acaia e Isabella di Villehardouin, Principe e Principessa d'Acaia, furono convocati a Napoli alla corte di Carlo, il quale in questa occasione accusò Filippo di slealtà per non aver aiutato Carlo nella campagna contro l'Epiro; e, poiché Isabella non aveva chiesto il permesso di Carlo, di cui era vassalla, per sposare Filippo di Savoia, Carlo privò i due del loro dominio e conferì il principato d'Acaia a suo figlio Filippo di Taranto (5 maggio 1306). Filippo si recò per la prima e ultima volta in visita al suo principato poco dopo, accettando l'omaggio dei suoi vassalli a Glarentza e conducendo senza successo una campagna contro il Despotato d'Epiro. Lasciò poi Guido II, Duca di Atene, come suo balivo in Acaia. L'11 maggio 1307 Filippo di Savoia rinunciò alle sue pretese sull'Acaia in cambio della Contea di Alba.

### Imperatore latino

Armi di Filippo d'Angiò dopo il suo matrimonio con Caterina di Valois e l'acquisizione del titolo di Imperatore di Costantinopoli. Le nuove armi sono un partito delle vecchie armi e delle armi degli imperatori latini di Costantinopoli.

Nel 1309 ripudiò Thamar Angelina Comnena Ducena con l'accusa, probabilmente fabbricata, di adulterio, e fu quindi libero di prendere parte ad un complesso insieme di matrimoni. Caterina II di Valois-Curtenay, Imperatrice latina titolare, era stata promessa in sposa a Ugo V di Borgogna, Re titolare di Tessalonica. Il loro fidanzamento fu sciolto e Filippo sposò Caterina il 29 luglio 1313 a Fontainebleau; in cambio, le terre materne della sposa, il Courtenay, e altre sue proprietà sul continente furono cedute alla sorella di Ugo, Giovanna, che sposò il fratellastro di Caterina, Filippo di Valois, e Ugo V fu fidanzato a Giovanna, poi contessa di Borgogna e Artois. Filippo d'Angiò cedette l'Acaia, sulla quale mantenne la signoria, a Matilde di Hainault, che sposò il fratello di Ugo, Luigi di Borgogna, lo stesso giorno del matrimonio di Filippo e Caterina. La donazione di Filippo a Matilde era molto limitata, in quanto in caso di morte senza eredi, il principato sarebbe tornato alla casa di Borgogna, mentre Matilde ne avrebbe goduto l'usufrutto a vita, senza potersi risposare senza il permesso del suo signore. A completare la separazione tra le rivendicazioni d'Occidente da quelle d'Oriente, Ugo cedette i diritti su Tessalonica a Luigi, il quale a sua volta rinunciò ai propri diritti sull'eredità dei suoi genitori in favore di Ugo. Infine, il figlio maggiore di Filippo, Carlo, ruppe il proprio fidanzamento con Matilde di Hainault e si fidanzò con Giovanna di Valois, sorella minore di Caterina, ricevendo dal proprio padre il titolo di Despota di Romania e le rivendicazioni connesse.
Nel 1315 fu inviato con un esercito dal fratello Roberto d'Angiò a sostenere i Fiorentini, minacciati dai Pisani guidati da Uguccione della Faggiola, ma l'esercito fiorentino-napoletano fu gravemente sconfitto nella battaglia di Montecatini (29 agosto), in cui persero la vita suo figlio Carlo di Acaia e il suo fratello minore, Pietro detto "Tempesta".
La morte senza eredi di Luigi di Borgogna nel 1316 scombinò i piani degli Angioini per l'Acaia. Matilda fu invitata a sposare Giovanni di Gravina, fratello minore di Filippo, dal re Roberto d'Angiò; quando rifiutò, Matilda fu rapita e portata a Napoli e, dopo lunghi tentativi di persuasione e minacce, fu obbligata a sposarsi nel 1318, mentre nel frattembo Federico Trogisio fu inviato in Acaia come nuovo balivo. Nel 1320, Oddone IV di Borgogna accettò, dopo aver protestato a lungo, di vendere i propri diritti sull'Acaia e Tessalonica al conte Luigi di Clermont per 40.000 lire, ma Filippo, finanziato da Filippo V di Francia, ricomprò questi diritti per la stessa somma nel 1321.
Nel frattempo la recalcitrante Matilde di Hainault fu portata alla corte papale di Avignone, dove rivelò di aver sposato in segreto il cavaliere burgundo Ugo de La Palice: il suo matrimonio con Giovanni fu annullato in quanto non consumato, ma il matrimonio segreto permise agli Angioini di confiscarle l'Acaia e di concederlo a Giovanni di Gravina, in cambio di 40.000 lire, il prezzo pagato dal Duca di Borgogna. Matilda fu tenuta prigioniera fino alla morte, per evitare che avanzasse pretese sull'Acaia.
Filippo continuò a progettare il recupero dell'Impero latino, alleandosi nel 1318 col nipote Carlo Roberto d'Angiò, re di Ungheria, ma senza successo. Nel 1330 l'ultimo dei suoi figli dal primo matrimonio morì, e il titolo di Despota di Romania tornò nelle sue mani. Tutti i suoi titoli e tutti i suoi diritti passarono al figlio maggiore di secondo letto, Roberto di Taranto, alla sua morte, avvenuta due anni dopo.

## Famiglia
I figli avuti dal suo matrimonio con Tamara Angela Comnena Ducena (ripudiata nel 1309) furono:
- Carlo (1296 - 1315), Principe di Acaia, Vicario della Romania;
- Giovanna (1297 - post 1321), sposò il re Oscin d'Armenia e poi Oscin di Corico;
- Filippo (1300 circa – 1330), Despota di Romania, sposò Violante d'Aragona;
- Margherita (1305 circa - 1340), sposata con Gualtieri VI di Brienne (1302-1356) Duca di Atene;
- Maria (1301/04-1368), badessa di Conversano.
- Bianca (1309 - 1337), sposata con Raimondo Berengario d'Aragona, conte di Prades.

I figli avuti dal suo matrimonio con Caterina di Valois furono:
- Roberto di Taranto (1318 - 1364), principe di Taranto, imperatore titolare di Costantinopoli;
- Luigi di Taranto (1320 - 1362), principe di Taranto e re consorte di Napoli;
- Margherita (circa 1325 – 1380), sposata in prime nozze con Edoardo Balliol re di Scozia e in seconde nozze con Francesco I del Balzo, duca di Andria, da cui ebbe Jacopo, Imperatore titolare di Costantinopoli, Principe di Taranto e Principe d'Acaia ed Antonia, regina consorte di Sicilia;
- Maria (1327 – morta giovane);
- Filippo II di Taranto (1329 - 1374), principe di Taranto e re d'Albania.

## Ascendenza
|                       |                    |                                    | Genitori                  |  |  | Nonni |  |  | Bisnonni              |  |  | Trisnonni             |  |
|                       |                    |                                    |                           |  |  |       |  |  | Luigi VIII di Francia |  |  | Filippo II di Francia |  |
|                       |                    |                                    |                           |  |  |       |  |  | Luigi VIII di Francia |  |  | Filippo II di Francia |  |
|                       |                    | Isabella di Hainaut                |                           |  |  |       |  |  | Luigi VIII di Francia |  |  |                       |  |
| Carlo I d'Angiò       |                    |                                    |                           |  |  |       |  |  | Luigi VIII di Francia |  |  |                       |  |
|                       |                    | Bianca di Castiglia                | Alfonso VIII di Castiglia |  |  |       |  |  |                       |  |  |                       |  |
|                       |                    | Bianca di Castiglia                | Alfonso VIII di Castiglia |  |  |       |  |  |                       |  |  |                       |  |
|                       |                    | Bianca di Castiglia                | Eleonora d'Inghilterra    |  |  |       |  |  |                       |  |  |                       |  |
| Carlo II d'Angiò      |                    | Bianca di Castiglia                |                           |  |  |       |  |  |                       |  |  |                       |  |
|                       |                    | Raimondo Berengario IV di Provenza | Alfonso II di Provenza    |  |  |       |  |  |                       |  |  |                       |  |
|                       |                    | Raimondo Berengario IV di Provenza | Alfonso II di Provenza    |  |  |       |  |  |                       |  |  |                       |  |
|                       |                    | Raimondo Berengario IV di Provenza | Garsenda di Provenza      |  |  |       |  |  |                       |  |  |                       |  |
| Beatrice di Provenza  |                    | Raimondo Berengario IV di Provenza |                           |  |  |       |  |  |                       |  |  |                       |  |
|                       |                    | Beatrice di Savoia                 | Tommaso I di Savoia       |  |  |       |  |  |                       |  |  |                       |  |
|                       |                    | Beatrice di Savoia                 | Tommaso I di Savoia       |  |  |       |  |  |                       |  |  |                       |  |
|                       |                    | Beatrice di Savoia                 | Margherita di Ginevra     |  |  |       |  |  |                       |  |  |                       |  |
| Filippo I d'Angiò     |                    | Beatrice di Savoia                 |                           |  |  |       |  |  |                       |  |  |                       |  |
|                       | Béla IV d'Ungheria | Andrea II d'Ungheria               |                           |  |  |       |  |  |                       |  |  |                       |  |
|                       | Béla IV d'Ungheria | Andrea II d'Ungheria               |                           |  |  |       |  |  |                       |  |  |                       |  |
|                       | Béla IV d'Ungheria | Gertrude di Merania                |                           |  |  |       |  |  |                       |  |  |                       |  |
| Stefano V d'Ungheria  | Béla IV d'Ungheria |                                    |                           |  |  |       |  |  |                       |  |  |                       |  |
|                       |                    | Maria Lascaris di Nicea            | Teodoro I Lascaris        |  |  |       |  |  |                       |  |  |                       |  |
|                       |                    | Maria Lascaris di Nicea            | Teodoro I Lascaris        |  |  |       |  |  |                       |  |  |                       |  |
|                       |                    | Maria Lascaris di Nicea            | Anna Comnena Angelina     |  |  |       |  |  |                       |  |  |                       |  |
| Maria d'Ungheria      |                    | Maria Lascaris di Nicea            |                           |  |  |       |  |  |                       |  |  |                       |  |
|                       |                    | Köten                              | …                         |  |  |       |  |  |                       |  |  |                       |  |
|                       |                    | Köten                              | …                         |  |  |       |  |  |                       |  |  |                       |  |
|                       |                    | Köten                              | …                         |  |  |       |  |  |                       |  |  |                       |  |
| Elisabetta dei Cumani |                    | Köten                              |                           |  |  |       |  |  |                       |  |  |                       |  |
|                       |                    | …                                  | …                         |  |  |       |  |  |                       |  |  |                       |  |
|                       |                    | …                                  | …                         |  |  |       |  |  |                       |  |  |                       |  |
|                       |                    | …                                  | …                         |  |  |       |  |  |                       |  |  |                       |  |
|                       |                    | …                                  |                           |  |  |       |  |  |                       |  |  |                       |  |